# Фаткуллин, Анвар Асадуллович
Анва́р Асаду́ллович Фатку́ллин (5 августа 1922 — 21 декабря 1986) — Гвардии полковник Советской армии, участник Великой Отечественной войны. Герой Советского Союза, кавалер орденов Ленина и двух Красного Знамени. Член ВКП(б) с 1945 года.

## Биография

### Ранние годы
Анвар Асадуллович Фаткуллин родился 5 августа 1922 года в крестьянской семье в деревне Буздяк Белебеевского кантона Башкирской АССР (ныне — село Старый Буздяк Буздякского района Башкортостана). По национальности татарин. Там же окончил школу девять классов. После окончания школы уехал в Белорецк, где стал работать и одновременно поступил учиться в аэроклубе.
После окончания аэроклуба переехал в Свердловск и поступил в военную авиационную школу пилотов. В 1941 году был призван на службу в Рабоче-крестьянскую Красную Армию Буздякским райвоенкоматом. В 1942 году закончил Свердловскую военную авиационную школу пилотов. С октября того же года находится на фронтах Великой Отечественной войны.
Участвовал в боях на Калининском, Воронежском, Степном, 2-м и 1-м Украинском фронтах. В 1943 году получил звание младшего лейтенанта. 20 октября в того же года «за мужество, проявленное при выполнении 50 успешных боевых вылетов» был награждён орденом «Красного Знамени».
В 1944 году Анвар Фаткуллин получил звание старший лейтенант и был назначен заместителем командира эскадрильи 140-го гвардейского штурмового авиационного полка (8-я гвардейская штурмовая авиационная дивизия, 1-й гвардейский штурмовой авиационный корпус, 2-я воздушная армия, 1-й Украинский фронт).
К январю 1945 года старший лейтенант Анвар Фаткуллин выполнил 148 успешных боевых вылетов. За весь период боевых действий участвовал 23 групповых воздушных боях и при этом уничтожил 8 самолётов противника.

### Подвиг
13 января 1945 года группа в составе четырёх Ил-2, ведущий старший лейтенант Фаткуллин, при прорыве линии обороны противника на Кельцевском направлении в районе Токарня, несмотря на плохие погоды, снижаясь до бреющего, по дороге Халупки-Острув обстреляли до тридцать повозок и на станции Хенцины от прямого попадания сброшенных бомб был взорван один железнодорожный эшелон с паровозом, в ходе которой были уничтожены и повреждены три автомашины с войсками и грузами, пять повозок и рассеяно. Также при этом были частично уничтожены около двадцать солдат и офицеров противника.
Указом Президиума Верховного Совета СССР от 10 апреля 1945 года старшему лейтенанту Анвару Асадулловичу Фаткуллину присвоено звание Героя Советского Союза с вручением медали «Золотая Звезда» и ордена Ленина.

### Дальнейшая жизнь
После окончания войны Анвар Фаткуллин продолжал служить в Военно-воздушных силах. В 1950 году закончил Высшие офицерские летно-тактические курсы. В 1956 году окончил Центральные летно-тактические курсы командиров авиационных полков. В 1973 году Фаткуллин ушёл в запас в звании полковника. Проживал и работал в Луцке (Волынская область). Анвар Асадуллович Фаткуллин скончался 21 декабря 1986 года.

## Награды
- Герой Советского Союза (10 апреля 1945)[6]:
  - Медаль «Золотая Звезда»
  - Орден Ленина
- два Ордена Красного Знамени (7 декабря 1943[4]; 25 апреля 1945[7])
- Орден Александра Невского[1]
- два Ордена Отечественной войны I степени (5 мая 1944[8]; 11 февраля 1985);
- Орден Отечественной войны II степени (16 июля 1943)[9]
- два Ордена Красной Звезды (28 декабря 1943[10], ????)
- Медаль «За взятие Берлина» (6 декабря 1945)[11]
- Медаль «За освобождение Праги» (6 декабря 1945)[12]

## Память
В родном селе Старый Буздяк, в честь героя, был установлен памятник.

## Комментарии
1. ↑  В некоторых источниках приводится фамилия как «Фатку́лин».